# Namibia na Letnich Igrzyskach Olimpijskich 2024
Namibia na Letnich Igrzyskach Olimpijskich 2024 – występ kadry sportowców reprezentujących Namibię na igrzyskach olimpijskich, które odbyły się w Paryżu we Francji, w dniach 26 lipca – 11 sierpnia 2024.
Reprezentacja Namibii liczyła czworo zawodników – dwie kobiety i dwóch mężczyzn, którzy wystąpili w 3 dyscyplinach.
Był to dziewiąty start Namibii na letnich igrzyskach olimpijskich.

## Reprezentanci

### Kolarstwo

#### Kolarstwo górskie
| Zawodnik    | Konkurencja       | Czas | Pozycja | Źródło |
| ----------- | ----------------- | ---- | ------- | ------ |
| Alex Miller | cross-country (m) | DNF  | DNF     | [ 1 ]  |

#### Kolarstwo szosowe
| Zawodnik    | Konkurencja                    | Czas    | Pozycja | Źródło |
| ----------- | ------------------------------ | ------- | ------- | ------ |
| Vera Looser | wyścig ze startu wspólnego (k) | 4:10,47 | 68.     | [ 2 ]  |

### Lekkoatletyka
| Zawodnik         | Konkurencja | Finał   | Finał   | Źródło |
| Zawodnik         | Konkurencja | Wynik   | Miejsce | Źródło |
| ---------------- | ----------- | ------- | ------- | ------ |
| Helalia Johannes | maraton (k) | 2:38,36 | 68.     | [ 3 ]  |

### Pływanie
| Zawodnik        | Konkurencja                   | Finał | Finał | Źródło |
| Zawodnik        | Konkurencja                   | Czas  | Poz.  | Źródło |
| --------------- | ----------------------------- | ----- | ----- | ------ |
| Phillip Seidler | 10 km na otwartym akwenie (m) | DNF   | DNF   | [ 4 ]  |